# Entandrophragma caudatum
Entandrophragma caudatum là một loài thực vật có hoa trong họ Meliaceae. Loài này được (Sprague) Sprague mô tả khoa học đầu tiên năm 1910.

## Hình ảnh

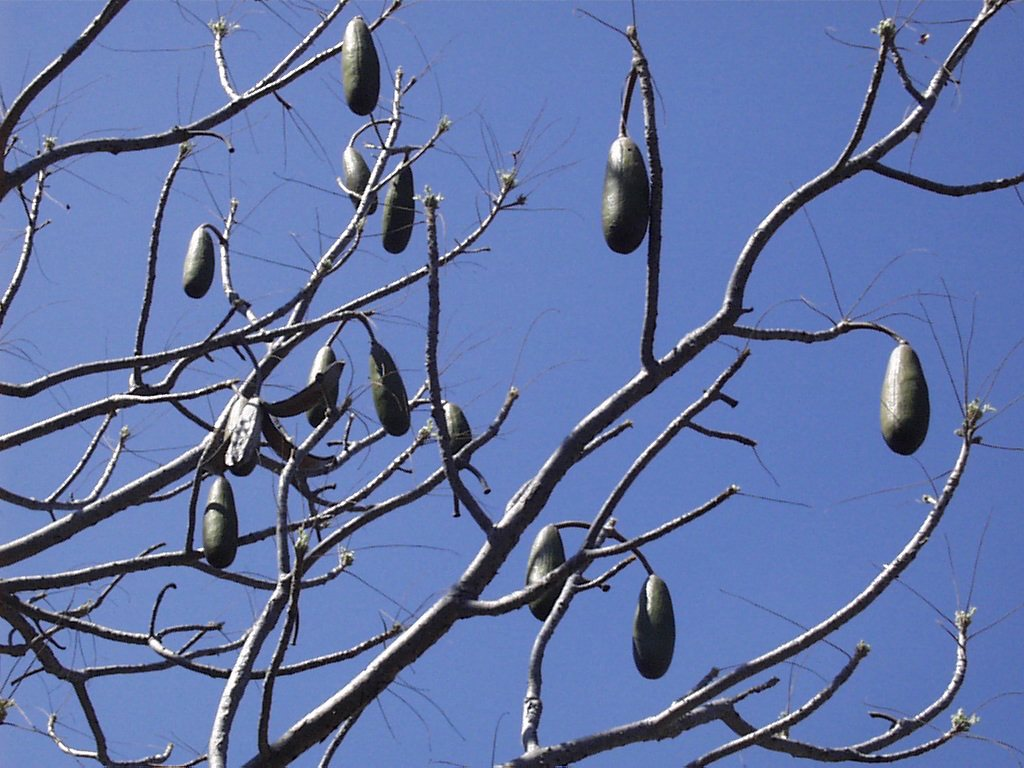
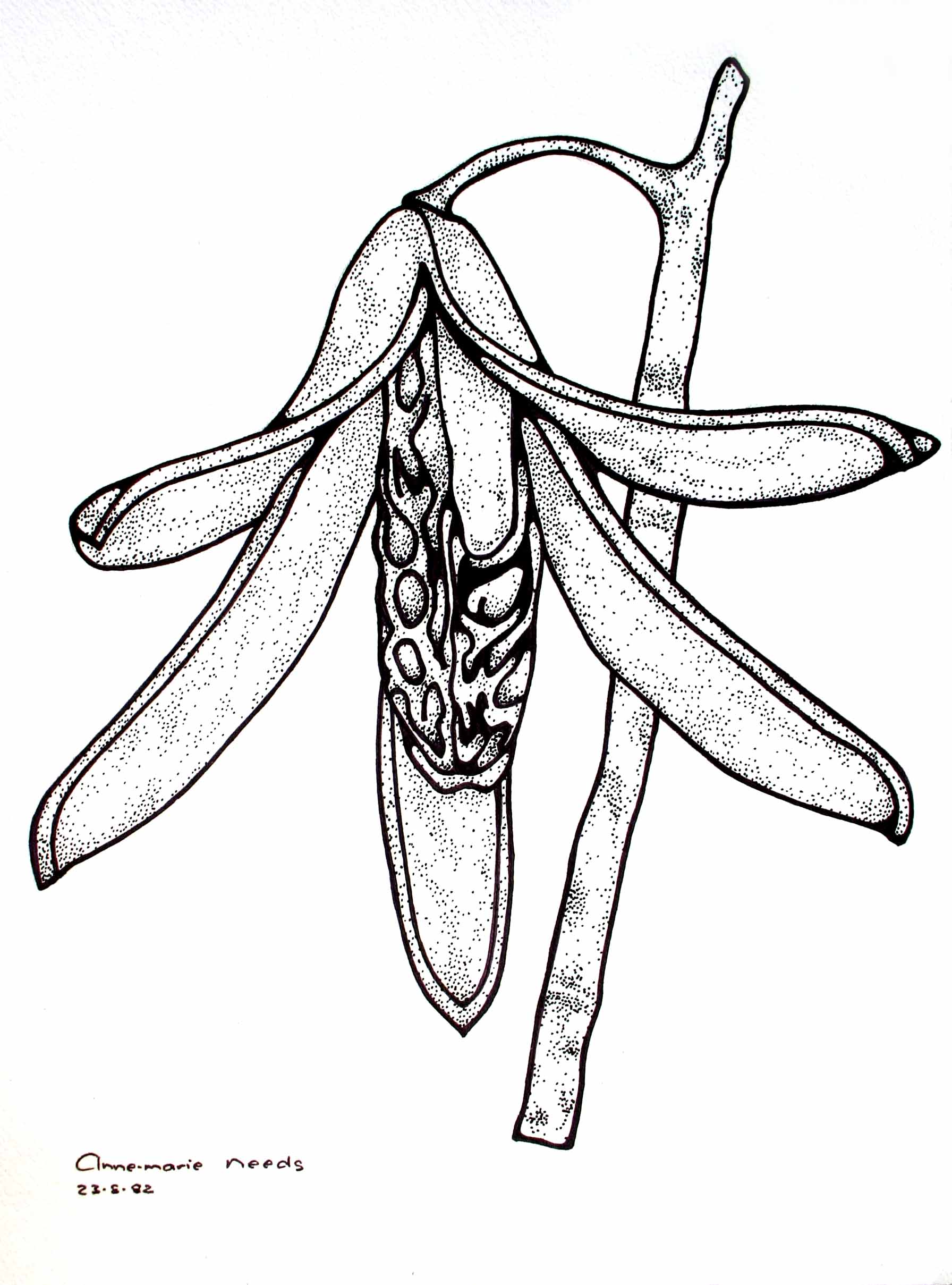
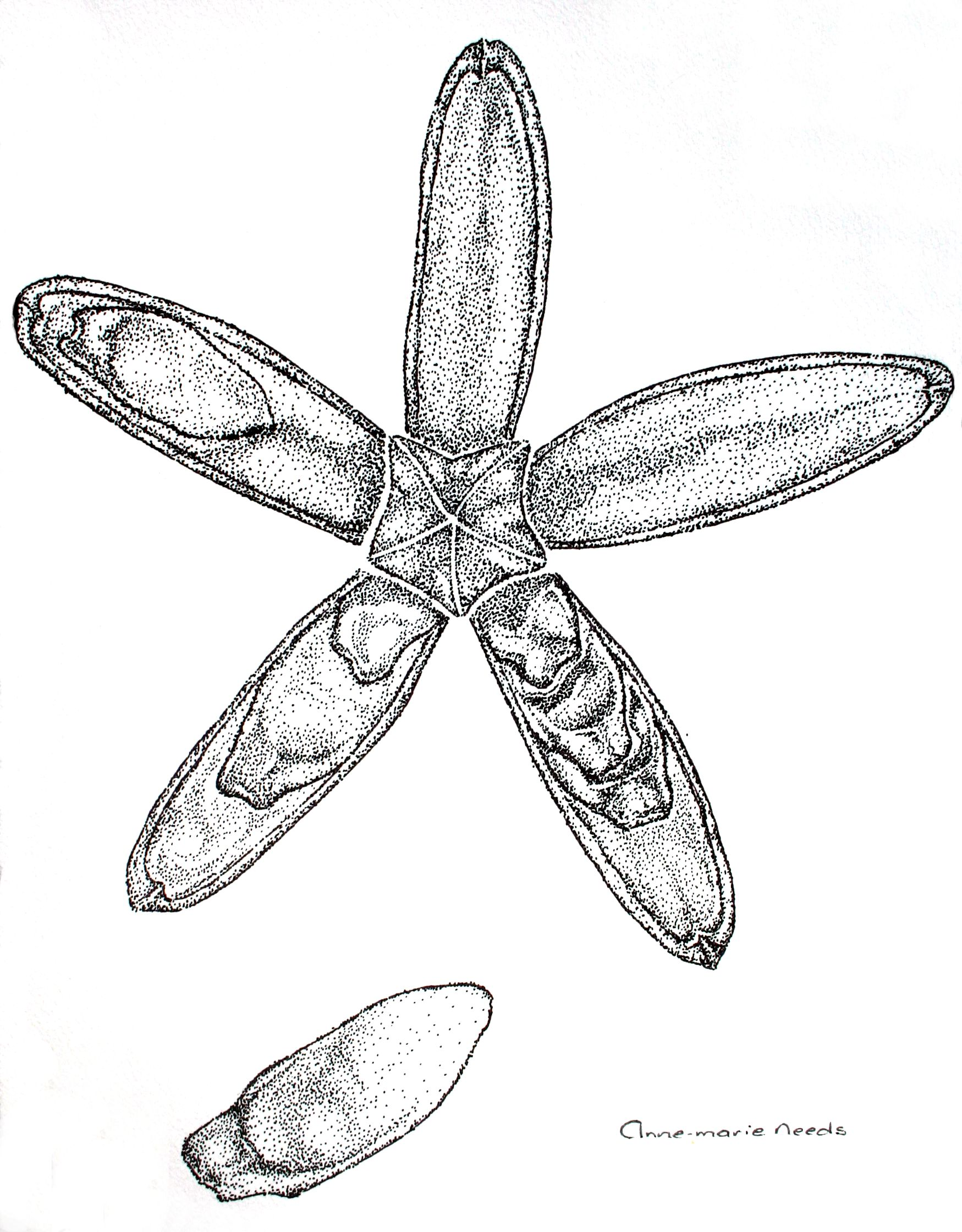